# 宝坻客运站
宝坻客运站，成立于1954年，位于天津市宝坻区钰华街与建设路交口东南，是一个公路枢纽的客运站场。主要经营通往下辖乡镇、天津市域其他地区以及周边省市线路。

## 主要线路
- 本站 - 北京四惠交通枢纽
- 本站 - 天津白庙客运站（天津150路）
- 本站 - 唐山长途汽车西站
- 本站 - 汉沽客运站（天津143路）
- 本站 - 滨海客运总站（天津145路）
- 本站 - 大港油田客运总站（天津142路）[1]
- 本站 - 海河教育园（大学生及教职工专线）[2]
- 本站 - 承德汽车东站
- 本站 - 廊坊长途汽车站
- 本站 - 张家口汽车客运站